# Stereokomparator
Der Stereokomparator ist ein Messapparat zur Bestimmung von Bildkoordinaten auf fotografischen Platten oder Filmen. Er wird in der Astronomie und Photogrammetrie eingesetzt.
Der von Carl Pulfrich erfundene Apparat beruht auf dem beidäugigen Sehen (Stereoskopie) und ist in einfacher Ausführung ein Tischgerät. Der Blinkkomparator markiert dem Astronomen jene Stellen der Aufnahme, wo sich ein Stern bewegt hat oder nur auf einer der zwei Aufnahmen enthalten ist (Asteroid, Komet etc.). Für die Auswertung einzelner Platten gibt es den Monokomparator.
Zur Auswertung von Luftbildern der Kartenherstellung und für höhere Genauigkeiten (bis 0,001 mm = 1 µm) erzeugten einige global tätige Unternehmen große Standgeräte. Der Beobachter betätigte dabei die Bildkoordinaten x,y mit Handrädern und die Höhe bzw. Parallaxe mit einer Fußscheibe.
Da die visuelle Auswertung detailreicher Luft- oder Sternaufnahmen bis zu mehreren Stunden dauerte, wurde die analoge (fotografische) Methode von Aufnahme und Auswertung durch digitale Methoden ersetzt.